# Ртутьцирконий
Ртутьцирконий — бинарное неорганическое соединение
циркония и ртути
с формулой ZrHg,
кристаллы.

## Получение
- Сплавление стехиометрических количеств чистых веществ:

{\displaystyle {\mathsf {Zr+Hg\ {\xrightarrow {423^{o}C}}\ ZrHg}}}

## Физические свойства
Ртутьцирконий образует кристаллы
тетрагональной сингонии,
пространственная группа P 4/mmm,
параметры ячейки a = 0,315 нм, c = 0,417 нм, Z = 1,
структура типа медьзолота AuCu
.
Соединение образуется по перитектической реакции при температуре 423°C .